# Llista de monuments de Moià
Llista de monuments de Moià inclosos en l'Inventari del Patrimoni Arquitectònic Català per al municipi de Moià (Moianès). Inclou els inscrits en el Registre de Béns Culturals d'Interès Nacional (BCIN) amb la classificació de monuments històrics i els Béns Culturals d'Interès Local (BCIL) de caràcter arquitectònic.
| Monument                                                           | Protecció      | Estil/època                                            | Localització                                                                      | Coordenades                                          | Codi?         | Imatge |
| ------------------------------------------------------------------ | -------------- | ------------------------------------------------------ | --------------------------------------------------------------------------------- | ---------------------------------------------------- | ------------- | --- |
| Casa natal de Rafael Casanova, Museu Comarcal de Moià              | BCIN 364-MH-EN | Gòtic tardà, barroc XVI-XVIII                          | Moià C. Rafael Casanova, 17                                                       | 41° 48′ 41″ N, 2° 05′ 54″ E / 41.811505°N,2.098294°E | RI-51-0010488 | Casa natal de Rafael Casanova (Moià) · Vegeu més fotos d'aquest monument · Carregueu una nova foto d'aquest monument                 |
| Castell de Clarà                                                   | BCIN 1044-MH   | Romànic XI-XII                                         | Moià Muntanya de Sant Andreu                                                      | 41° 49′ 13″ N, 2° 04′ 49″ E / 41.820278°N,2.080175°E | RI-51-0005540 | Castell de Clarà (Moià) · Vegeu més fotos d'aquest monument · Carregueu una nova foto d'aquest monument                              |
| Castellnou de la Plana                                             | BCIN 1045-MH   | Gòtic-renaixement, obra popular XIV-XV                 | Moià Al sud-est de Moià                                                           | 41° 48′ 09″ N, 2° 06′ 13″ E / 41.802529°N,2.103518°E | RI-51-0005541 | Castellnou de la Plana (Moià) · Vegeu més fotos d'aquest monument · Carregueu una nova foto d'aquest monument                        |
| El Saiol Comtal, o Torre dels Capellans                            | BCIN 1046-MH   | Obra popular XVI                                       | Moià A 2 km al sud-oest de Moià                                                   | 41° 48′ 25″ N, 2° 05′ 47″ E / 41.806890°N,2.096282°E | RI-51-0005542 | El Saiol Comtal (Moià) · Vegeu més fotos d'aquest monument · Carregueu una nova foto d'aquest monument                               |
| Escut de Moià, ornamentacions al carrer del Pont                   | BCIN 3984-MH   | Barroc XVII-XVIII                                      | Moià C. del Pont                                                                  | 41° 48′ 46″ N, 2° 05′ 49″ E / 41.812661°N,2.096831°E | IPA-16701     | Escut de Moià al carrer del Pont (Moià) · Vegeu més fotos d'aquest monument · Carregueu una nova foto d'aquest monument              |
| Escut de la Font Vella                                             | BCIN 3985-MH   | Obra popular XVIII                                     | Moià C. Francesc Viñas                                                            | 41° 48′ 46″ N, 2° 05′ 49″ E / 41.812689°N,2.096963°E | IPA-16736     | Escut de la Font Vella (Moià) · Vegeu més fotos d'aquest monument · Carregueu una nova foto d'aquest monument                        |
| Torre de Casanova                                                  | BCIN 3986-MH   | Obra popular XVI-XVIII                                 | Moià Ctra. N-141, km 30-31                                                        | 41° 49′ 09″ N, 2° 08′ 13″ E / 41.819107°N,2.136919°E | IPA-16743     | Torre de Casanova (Moià) · Vegeu més fotos d'aquest monument · Carregueu una nova foto d'aquest monument                             |
| Castell de Rodors                                                  | BCIN 3987-MH   | X                                                      | Moià Rodors                                                                       | 41° 50′ 23″ N, 2° 05′ 02″ E / 41.839669°N,2.083961°E | IPA-16675     | Castell de Rodors (Moià) · Vegeu més fotos d'aquest monument · Carregueu una nova foto d'aquest monument                             |
| Creu de terme de la Capella del Remei, o Creu del Remei            | BCIN 3988-MH   | Gòtic tardà XVI                                        | Moià C. Rafael Casanova, 13                                                       | 41° 48′ 42″ N, 2° 05′ 54″ E / 41.811591°N,2.098266°E | IPA-16760     | Creu de terme de la Capella del Remei (Moià) · Vegeu més fotos d'aquest monument · Carregueu una nova foto d'aquest monument         |
| Capella de Sant Andreu del Castell de Clarà                        | BCIL 1985      | Romànic XIII-XIX                                       | Moià Muntanya de Sant Andreu                                                      | 41° 49′ 12″ N, 2° 04′ 49″ E / 41.819956°N,2.080308°E | IPA-16674     | Capella de Sant Andreu del Castell de Clarà (Moià) · Vegeu més fotos d'aquest monument · Carregueu una nova foto d'aquest monument   |
| Església de Sant Feliu de Rodors                                   |                | Obra popular XVII-XIX                                  | Moià Al costat de les ruïnes del castell de Rodors                                | 41° 50′ 28″ N, 2° 04′ 57″ E / 41.841169°N,2.082431°E | IPA-16676     | Església de Sant Feliu de Rodors (Moià) · Vegeu més fotos d'aquest monument · Carregueu una nova foto d'aquest monument              |
| Església parroquial de Santa Maria de Moià, o Església arxiprestal | BCIL 1985      | Barroc XVII-XVIII                                      | Moià Pl. Major                                                                    | 41° 48′ 42″ N, 2° 05′ 55″ E / 41.811756°N,2.098519°E | IPA-16677     | Església parroquial de Santa Maria de Moià · Vegeu més fotos d'aquest monument · Carregueu una nova foto d'aquest monument           |
| Casa parroquial, antiga rectoria                                   |                | Obra popular XVII                                      | Moià C. Sant Antoni, 14                                                           | 41° 48′ 42″ N, 2° 05′ 51″ E / 41.811568°N,2.097520°E | IPA-16687     | Casa parroquial (Moià) · Vegeu més fotos d'aquest monument · Carregueu una nova foto d'aquest monument                               |
| Ajuntament, antic Casal d'en Ramon de Rocafort                     | BCIL 1985      | Eclecticisme XIX                                       | Moià Pl. de Sant Sebastià, 1                                                      | 41° 48′ 46″ N, 2° 05′ 49″ E / 41.812779°N,2.096913°E | IPA-16688     | Ajuntament (Moià) · Vegeu més fotos d'aquest monument · Carregueu una nova foto d'aquest monument                                    |
| Cal Campaner                                                       | BCIL 1985      | Gòtic-renaixement, obra popular XVII                   | Moià C. Rafael Casanova, 18                                                       | 41° 48′ 41″ N, 2° 05′ 54″ E / 41.811503°N,2.098448°E | IPA-16689     | Cal Campaner (Moià) · Vegeu més fotos d'aquest monument · Carregueu una nova foto d'aquest monument                                  |
| Cal Plàcid, plaça porticada                                        | BCIL 1985      | Gòtic XIV, XVII                                        | Moià Plaça Major                                                                  | 41° 48′ 43″ N, 2° 05′ 53″ E / 41.812013°N,2.098056°E | IPA-16690     | Cal Plàcid (Moià) · Vegeu més fotos d'aquest monument · Carregueu una nova foto d'aquest monument                                    |
| La Volta, el Pont                                                  |                | Obra popular XVIII                                     | Moià Entre el c. Casanova i la pl. Hospital                                       | 41° 48′ 43″ N, 2° 05′ 55″ E / 41.811892°N,2.098720°E | IPA-16691     | La Volta (Moià) · Vegeu més fotos d'aquest monument · Carregueu una nova foto d'aquest monument                                      |
| Convent de les Josefines                                           | BCIL 1985      | Eclecticisme XVIII-XIX                                 | Moià C. Joies, 9                                                                  | 41° 48′ 44″ N, 2° 05′ 51″ E / 41.812270°N,2.097510°E | IPA-16692     | Convent de les Josefines (Moià) · Vegeu més fotos d'aquest monument · Carregueu una nova foto d'aquest monument                      |
| Ca l'Andreu, o Casa Dalmau Cassases                                | BCIL 1985      | Renaixement, obra popular XVI-XVIII                    | Moià C. Comerç, 11                                                                | 41° 48′ 42″ N, 2° 05′ 48″ E / 41.811705°N,2.096712°E | IPA-16693     | Ca l'Andreu (Moià) · Vegeu més fotos d'aquest monument · Carregueu una nova foto d'aquest monument                                   |
| Can Solà                                                           |                | Obra popular XVI                                       | Moià Pl. Colon, 3                                                                 | 41° 48′ 42″ N, 2° 05′ 46″ E / 41.811683°N,2.096158°E | IPA-16694     | Can Solà (Moià) · Vegeu més fotos d'aquest monument · Carregueu una nova foto d'aquest monument                                      |
| Cal Guardiana                                                      | BCIL 1985      | Obra popular, barroc XVIII-XIX, XX                     | Moià C. del Carreró, 13                                                           | 41° 48′ 46″ N, 2° 05′ 54″ E / 41.812655°N,2.098360°E | IPA-16695     | Cal Guardiana (Moià) · Vegeu més fotos d'aquest monument · Carregueu una nova foto d'aquest monument                                 |
| Capella de Sant Josep                                              | BCIL 1985      | Barroc XVII                                            | Moià C. de Sant Josep, 1                                                          | 41° 48′ 46″ N, 2° 05′ 42″ E / 41.812656°N,2.095114°E | IPA-16698     | Capella de Sant Josep (Moià) · Vegeu més fotos d'aquest monument · Carregueu una nova foto d'aquest monument                         |
| Carrer Sant Sebastià                                               |                | XVI-XX                                                 | Moià De la pl. Sant Sebastià al c. Sant Josep                                     | 41° 48′ 47″ N, 2° 05′ 48″ E / 41.813102°N,2.096801°E | IPA-16699     | Carrer Sant Sebastià (Moià) · Vegeu més fotos d'aquest monument · Carregueu una nova foto d'aquest monument                          |
| Cal Tapadores, Lienzos Moià                                        |                | Obra popular XX Inici                                  | Moià Ctra. de Vic, 14-24                                                          | 41° 48′ 33″ N, 2° 05′ 55″ E / 41.809098°N,2.098482°E | IPA-16700     | Cal Tapadores (Moià) · Vegeu més fotos d'aquest monument · Carregueu una nova foto d'aquest monument                                 |
| Casa dels Viladomiu, o Casa de l'Amo del Vapor                     |                | Noucentisme XX Inici                                   | Moià Ctra. de Barcelona, 17                                                       | 41° 48′ 26″ N, 2° 05′ 57″ E / 41.807141°N,2.099220°E | IPA-16702     | Casa dels Viladomiu (Moià) · Vegeu més fotos d'aquest monument · Carregueu una nova foto d'aquest monument                           |
| Cal Perxer                                                         |                | Obra popular XIX                                       | Moià C. de les Joies, 2                                                           | 41° 48′ 44″ N, 2° 05′ 53″ E / 41.812112°N,2.098030°E | IPA-16703     | Cal Perxer (Moià) · Vegeu més fotos d'aquest monument · Carregueu una nova foto d'aquest monument                                    |
| Bust de Cal Pou Petit                                              |                |                                                        | Moià C. Sant Sebastià, 1                                                          | 41° 48′ 47″ N, 2° 05′ 47″ E / 41.813189°N,2.09639°E  | IPA-16704     | Bust de Cal Pou Petit (Moià) · Vegeu més fotos d'aquest monument · Carregueu una nova foto d'aquest monument                         |
| Carrer de les Joies                                                |                | Gòtic-renaixement, obra popular XV-XVII, XVIII-XIX, XX | Moià C. de les Joies                                                              | 41° 48′ 45″ N, 2° 05′ 50″ E / 41.81253°N,2.097110°E  | IPA-16705     | Carrer de les Joies (Moià) · Vegeu més fotos d'aquest monument · Carregueu una nova foto d'aquest monument                           |
| Hospital de Moià                                                   |                | Obra popular XIX                                       | Moià Pl. de l'Hospital (enderrocat)                                               | 41° 48′ 42″ N, 2° 05′ 57″ E / 41.811559°N,2.099206°E | IPA-16708     | Hospital de Moià · Vegeu més fotos d'aquest monument · Carregueu una nova foto d'aquest monument                                     |
| Cafè-bar Sant Graal, Orfeó Viñas, Foment Catalanista               |                | Obra popular, noucentisme, eclecticisme XIX-XX         | Moià C. Francesc Viñas, 20                                                        | 41° 48′ 44″ N, 2° 05′ 49″ E / 41.812265°N,2.096860°E | IPA-16709     | Cafè-bar Sant Graal (Moià) · Vegeu més fotos d'aquest monument · Carregueu una nova foto d'aquest monument                           |
| al Gallart                                                         |                | Noucentisme XX Inici                                   | Moià Ctra. de Barcelona, 13                                                       | 41° 48′ 26″ N, 2° 05′ 57″ E / 41.807123°N,2.099220°E | IPA-16710     | Cal Gallart (Moià) · Vegeu més fotos d'aquest monument · Carregueu una nova foto d'aquest monument                                   |
| Torre de la Granoia                                                | BCIL 1985      | Obra popular XX                                        | Moià Al nord-est de Moià                                                          | 41° 49′ 16″ N, 2° 07′ 14″ E / 41.821015°N,2.120675°E | IPA-16711     | Torre de la Granoia (Moià) · Vegeu més fotos d'aquest monument · Carregueu una nova foto d'aquest monument                           |
| Mas la Pineda                                                      |                | Noucentisme XX Inici                                   | Moià Ctra. N-141-c a Manresa                                                      | 41° 48′ 44″ N, 2° 05′ 15″ E / 41.812269°N,2.087531°E | IPA-16712     | Mas la Pineda (Moià) · Vegeu més fotos d'aquest monument · Carregueu una nova foto d'aquest monument                                 |
| Casa dels Orriols                                                  | BCIL 2011      | Noucentisme XX                                         | Moià Av. de la Vila, 30                                                           | 41° 48′ 38″ N, 2° 05′ 51″ E / 41.810505°N,2.097559°E | IPA-16713     | Casa dels Orriols (Moià) · Vegeu més fotos d'aquest monument · Carregueu una nova foto d'aquest monument                             |
| Cal Quirze                                                         |                | Eclecticisme XIX                                       | Moià Av. de la Vila, 1 (enderrocat)                                               | 41° 48′ 42″ N, 2° 05′ 51″ E / 41.811651°N,2.097382°E | IPA-16714     | Cal Quirze (Moià) · Vegeu més fotos d'aquest monument · Carregueu una nova foto d'aquest monument                                    |
| Antiga Casa de la Vila, Institut Cultura de la Dona                |                | Eclecticisme XIX                                       | Moià Pl. de Sant Sebastià, 4                                                      | 41° 48′ 48″ N, 2° 05′ 48″ E / 41.813245°N,2.096618°E | IPA-16715     | Antiga Casa de la Vila (Moià) · Vegeu més fotos d'aquest monument · Carregueu una nova foto d'aquest monument                        |
| Antiga Casa Francesc Vilardell, o Restaurant Can Miquel            |                | Noucentisme XX Inici                                   | Moià Ctra. Vic, 23                                                                | 41° 48′ 34″ N, 2° 05′ 59″ E / 41.809478°N,2.099861°E | IPA-16716     | Antiga Casa Francesc Vilardell (Moià) · Vegeu més fotos d'aquest monument · Carregueu una nova foto d'aquest monument                |
| Colònia Vilardell, o Cases Vilardell                               |                | Eclecticisme, noucentisme XX Inici                     | Moià Ctra. de Vic, 21                                                             | 41° 48′ 34″ N, 2° 05′ 57″ E / 41.809311°N,2.099165°E | IPA-16717     | Colònia Vilardell (Moià) · Vegeu més fotos d'aquest monument · Carregueu una nova foto d'aquest monument                             |
| Casa de la Coma                                                    |                | Noucentisme XX                                         | Moià C. del Palau, 27                                                             | 41° 48′ 41″ N, 2° 05′ 53″ E / 41.811266°N,2.098090°E | IPA-16718     | Casa de la Coma (Moià) · Vegeu més fotos d'aquest monument · Carregueu una nova foto d'aquest monument                               |
| Cal Canet, o Cal Granoia                                           |                | Obra popular XVIII                                     | Moià C. Palau, 25                                                                 | 41° 48′ 40″ N, 2° 05′ 53″ E / 41.811239°N,2.098151°E | IPA-16719     | Cal Canet (Moià) · Vegeu més fotos d'aquest monument · Carregueu una nova foto d'aquest monument                                     |
| Cases del Tenor Francesc Viñas                                     | BCIL 2011      | Eclecticisme, modernisme XIX                           | Moià C. Richard Wagner, 1                                                         | 41° 48′ 43″ N, 2° 05′ 57″ E / 41.812013°N,2.099212°E | IPA-16720     | Cases del Tenor Francesc Viñas (Moià) · Vegeu més fotos d'aquest monument · Carregueu una nova foto d'aquest monument                |
| Casa Coma o Cal Cristo, Biblioteca de Moià, abans Museu del Parc   |                | Eclecticisme XIX-XX                                    | Moià C. Sant Josep, 12                                                            | 41° 48′ 43″ N, 2° 05′ 42″ E / 41.811900°N,2.095120°E | IPA-16722     | Casa Coma (Moià) · Vegeu més fotos d'aquest monument · Carregueu una nova foto d'aquest monument                                     |
| Parc Municipal, jardins de la Casa Coma                            |                | Neoclassicisme-romàntic XIX Final                      | Moià Zona nord del Parc Municipal                                                 | 41° 48′ 41″ N, 2° 05′ 42″ E / 41.811250°N,2.094900°E | IPA-16723     | Parc Municipal (Moià) · Vegeu més fotos d'aquest monument · Carregueu una nova foto d'aquest monument                                |
| Monument a Sant Sebastià                                           |                | XX                                                     | Moià Pl. de Sant Sebastià                                                         | 41° 48′ 47″ N, 2° 05′ 50″ E / 41.813139°N,2.097278°E | IPA-16726     | Monument a Sant Sebastià (Moià) · Vegeu més fotos d'aquest monument · Carregueu una nova foto d'aquest monument                      |
| Cal Bou                                                            | BCIL 1985      | Barroc, obra popular XVIII-XIX                         | Moià C. Sant Antoni, 11                                                           | 41° 48′ 41″ N, 2° 05′ 51″ E / 41.811415°N,2.097631°E | IPA-16727     | Cal Bou (Moià) · Vegeu més fotos d'aquest monument · Carregueu una nova foto d'aquest monument                                       |
| Ca l'Escabellat                                                    | BCIL 1985      | Eclecticisme XIX Final                                 | Moià C. de l'Hospital, 33                                                         | 41° 48′ 41″ N, 2° 05′ 52″ E / 41.811327°N,2.097873°E | IPA-16728     | Ca l'Escabellat (Moià) · Vegeu més fotos d'aquest monument · Carregueu una nova foto d'aquest monument                               |
| Relleu de ferrer a Cal Dalmau o Cal Sereno                         |                | Renaixement XVII                                       | Moià C. Sant Sebastià, 50                                                         | 41° 48′ 46″ N, 2° 05′ 41″ E / 41.81278°N,2.094795°E  | IPA-16730     | Relleu de ferrer a Cal Dalmau (Moià) · Vegeu més fotos d'aquest monument · Carregueu una nova foto d'aquest monument                 |
| Casa Bussanya                                                      | BCIL 1985      | Obra popular, barroc XVIII                             | Moià Pl. Major                                                                    | 41° 48′ 43″ N, 2° 05′ 54″ E / 41.812023°N,2.098212°E | IPA-16731     | Casa Bussanya (Moià) · Vegeu més fotos d'aquest monument · Carregueu una nova foto d'aquest monument                                 |
| Cal Fàbregas                                                       |                | Gòtic, obra popular XIV-XV, XIX-XX                     | Moià C. Joies, 29                                                                 | 41° 48′ 45″ N, 2° 05′ 49″ E / 41.812546°N,2.097073°E | IPA-16732     | Cal Fàbregas (Moià) · Vegeu més fotos d'aquest monument · Carregueu una nova foto d'aquest monument                                  |
| Col·legi dels Pares Escolapis                                      |                | Barroc XVIII                                           | Moià C. Sant Sebastià, 14                                                         | 41° 48′ 48″ N, 2° 05′ 45″ E / 41.813337°N,2.095738°E | IPA-16733     | Col·legi dels Pares Escolapis (Moià) · Vegeu més fotos d'aquest monument · Carregueu una nova foto d'aquest monument                 |
| Església del Convent Escola dels Escolapis                         | BCIL 1985      | Barroc XVIII                                           | Moià Av. de l'Escola Pia, 14                                                      | 41° 48′ 49″ N, 2° 05′ 45″ E / 41.813619°N,2.095914°E | IPA-16734     | Església del Convent Escola dels Escolapis (Moià) · Vegeu més fotos d'aquest monument · Carregueu una nova foto d'aquest monument    |
| Mas les Comes, o Mas de les Comes de Santa Eugènia                 |                | Eclecticisme, obra popular XVIII-XIX, XX Inici         | Moià Ctra. a Vic, km 32, camí a mà dreta a 350 m                                  | 41° 48′ 52″ N, 2° 09′ 16″ E / 41.814424°N,2.154560°E | IPA-16737     | Mas les Comes (Moià) · Vegeu més fotos d'aquest monument · Carregueu una nova foto d'aquest monument                                 |
| Mas Vilarjoan                                                      | BCIL 1985      | Obra popular XVIII-XIX, XX                             | Moià Ctra. Vic-Manresa, km 25,5, a 3 km                                           | 41° 48′ 06″ N, 2° 03′ 36″ E / 41.801595°N,2.059958°E | IPA-16739     | Mas Vilarjoan (Moià) · Vegeu més fotos d'aquest monument · Carregueu una nova foto d'aquest monument                                 |
| Mas Soler de Terrades                                              |                | Obra popular XVII-XVIII                                | Moià Al nord-oest de Moià                                                         | 41° 51′ 12″ N, 2° 05′ 40″ E / 41.85325°N,2.094392°E  | IPA-16740     | Mas Soler de Terrades (Moià) · Vegeu més fotos d'aquest monument · Carregueu una nova foto d'aquest monument                         |
| Mas Serramitja                                                     |                | Obra popular XVI-XVIII, XX                             | Moià Ctra. de Manresa-Vic, km 25 trencant a mà esquerra, a 4,8 km                 | 41° 47′ 29″ N, 2° 02′ 58″ E / 41.791256°N,2.049469°E | IPA-16741     | Mas Serramitja (Moià) · Vegeu més fotos d'aquest monument · Carregueu una nova foto d'aquest monument                                |
| Poua Vella de la Franquesa, pou de glaç                            |                | Obra popular XVII-XVIII                                | Moià A sota de la Masia de la Franquesa                                           | 41° 47′ 41″ N, 2° 06′ 02″ E / 41.794830°N,2.100536°E | IPA-16742     | Poua Vella de la Franquesa (Moià) · Vegeu més fotos d'aquest monument · Carregueu una nova foto d'aquest monument                    |
| Mas la Gònima Gran                                                 |                | Obra popular XVII-XVIII                                | Moià Ctra. B-133, km 35                                                           | 41° 47′ 27″ N, 2° 06′ 35″ E / 41.790764°N,2.10985°E  | IPA-16744     | Mas la Gònima Gran (Moià) · Vegeu més fotos d'aquest monument · Carregueu una nova foto d'aquest monument                            |
| Mas el Prat de la Plana                                            | BCIL 1985      | Obra popular, barroc XVIII                             | Moià Ctra. N-133, km 35-36                                                        | 41° 48′ 08″ N, 2° 06′ 54″ E / 41.80222°N,2.115108°E  | IPA-16745     | Mas el Prat de la Plana (Moià) · Vegeu més fotos d'aquest monument · Carregueu una nova foto d'aquest monument                       |
| Mas Ballabús o Vallabús                                            |                | Obra popular XVIII                                     | Moià Ctra. a Vic, km 28 camí a mà esquerra, a 500 m                               | 41° 48′ 53″ N, 2° 06′ 54″ E / 41.814736°N,2.114947°E | IPA-16746     | Mas Ballabús (Moià) · Vegeu més fotos d'aquest monument · Carregueu una nova foto d'aquest monument                                  |
| Capella de la Mare de Déu del Remei, capella del cementiri         | BCIL 1985      | Obra popular, gòtic-renaixement XVI                    | Moià C. del Remei, al costat del cementiri municipal                              | 41° 48′ 18″ N, 2° 05′ 53″ E / 41.804880°N,2.098036°E | IPA-16747     | Capella de la Mare de Déu del Remei (Moià) · Vegeu més fotos d'aquest monument · Carregueu una nova foto d'aquest monument           |
| Mas Montví de Baix                                                 |                | Obra popular XVIII                                     | Moià Ctra. C-59 a l'Estany, km 2,5                                                | 41° 49′ 36″ N, 2° 05′ 38″ E / 41.8266°N,2.093825°E   | IPA-16748     | Mas Montví de Baix (Moià) · Vegeu més fotos d'aquest monument · Carregueu una nova foto d'aquest monument                            |
| Mas el Masot                                                       | BCIL 1985      | Obra popular XVII-XVIII                                | Moià Ctra. N-141, km 29-30                                                        | 41° 48′ 31″ N, 2° 07′ 25″ E / 41.808517°N,2.123494°E | IPA-16750     | Mas el Masot (Moià) · Vegeu més fotos d'aquest monument · Carregueu una nova foto d'aquest monument                                  |
| Mas la Guantera, o Mas la Gontera                                  |                | Obra popular XVII-XIX                                  | Moià A 9 km al nord-est de la vila                                                | 41° 50′ 59″ N, 2° 08′ 26″ E / 41.849753°N,2.140627°E | IPA-16751     | Mas la Guantera (Moià) · Vegeu més fotos d'aquest monument · Carregueu una nova foto d'aquest monument                               |
| Mas la Granoia                                                     | BCIL 1985      | Obra popular XVIII                                     | Moià Al nord-est de Moià                                                          | 41° 49′ 15″ N, 2° 07′ 16″ E / 41.820854°N,2.121074°E | IPA-16753     | Mas la Granoia (Moià) · Vegeu més fotos d'aquest monument · Carregueu una nova foto d'aquest monument                                |
| Mas el Gomar o El Gomà                                             | BCIL 1985      | Obra popular XVII-XVIII                                | Moià Ctra. N-141, km 32,4                                                         | 41° 49′ 00″ N, 2° 09′ 34″ E / 41.816713°N,2.159503°E | IPA-16754     | Mas el Gomar (Moià) · Vegeu més fotos d'aquest monument · Carregueu una nova foto d'aquest monument                                  |
| Capella de Santa Eugènia del Gomar                                 | BCIL 1985      | Preromànic X                                           | Moià Ctra. Moià a Vic, km 32,4                                                    | 41° 49′ 00″ N, 2° 09′ 33″ E / 41.816677°N,2.159231°E | IPA-16755     | Capella de Santa Eugènia del Gomar (Moià) · Vegeu més fotos d'aquest monument · Carregueu una nova foto d'aquest monument            |
| Mas el Garfís, o Montjoia                                          |                | Obra popular XVI-XVIII                                 | Moià A 8 km al nord-est de Moià                                                   | 41° 51′ 10″ N, 2° 08′ 08″ E / 41.852757°N,2.135492°E | IPA-16756     | Mas el Garfís (Moià) · Vegeu més fotos d'aquest monument · Carregueu una nova foto d'aquest monument                                 |
| Can Casagemes, o Mas Casagemes                                     |                | Obra popular, barroc XVIII-XIX, XX                     | Moià Ctra. Vic-Manresa, km 24 camí a mà esquerra, a 1 km                          | 41° 48′ 28″ N, 2° 04′ 03″ E / 41.807733°N,2.067436°E | IPA-16757     | Can Casagemes (Moià) · Vegeu més fotos d'aquest monument · Carregueu una nova foto d'aquest monument                                 |
| Mas Bolederes, o Mas Boladeres                                     |                | Obra popular XVII-XIX, XX                              | Moià Ctra. Moià-Collsuspina, km 29,5 camí, a 10 km                                | 41° 50′ 17″ N, 2° 09′ 02″ E / 41.838036°N,2.15051°E  | IPA-16758     | Mas Bolederes (Moià) · Vegeu més fotos d'aquest monument · Carregueu una nova foto d'aquest monument                                 |
| Mas Vilalta                                                        | BCIL 1985      | Obra popular XVII-XVIII                                | Moià Ctra. Moià a l'Estany, km 4-5                                                | 41° 50′ 29″ N, 2° 05′ 30″ E / 41.841356°N,2.091708°E | IPA-16759     | Mas Vilalta (Moià) · Vegeu més fotos d'aquest monument · Carregueu una nova foto d'aquest monument                                   |
| Mas la Moretona                                                    | BCIL 1985      | Obra popular XVII-XVIII                                | Moià Ctra. N-141, km 22-23                                                        | 41° 48′ 35″ N, 2° 02′ 47″ E / 41.809606°N,2.046358°E | IPA-16761     | Mas la Moretona (Moià) · Vegeu més fotos d'aquest monument · Carregueu una nova foto d'aquest monument                               |
| Pedró de Serramitja o Santa Magdalena                              |                | Barroc XVII                                            | Moià A uns 20 m de la capella de Santa Magdalena                                  | 41° 47′ 33″ N, 2° 03′ 09″ E / 41.792570°N,2.052558°E | IPA-16762     | Pedró de Serramitja (Moià) · Vegeu més fotos d'aquest monument · Carregueu una nova foto d'aquest monument                           |
| Capella de Santa Magdalena                                         | BCIL 1985      | Obra popular XVIII                                     | Moià A 6 km al sud-oest de la vila                                                | 41° 47′ 33″ N, 2° 03′ 10″ E / 41.792506°N,2.052786°E | IPA-16763     | Capella de Santa Magdalena (Moià) · Vegeu més fotos d'aquest monument · Carregueu una nova foto d'aquest monument                    |
| Església parroquial de Sant Pere de Ferrerons                      |                | Barroc XVIII                                           | Moià Ctra. N-141 a Vic, km 29,4                                                   | 41° 49′ 45″ N, 2° 07′ 39″ E / 41.829036°N,2.127514°E | IPA-16764     | Església parroquial de Sant Pere de Ferrerons (Moià) · Vegeu més fotos d'aquest monument · Carregueu una nova foto d'aquest monument |
| Mas la Coma                                                        |                | Obra popular XVII-XX                                   | Moià Al 2 km al sud de Moià                                                       | 41° 47′ 08″ N, 2° 06′ 12″ E / 41.785632°N,2.103197°E | IPA-16765     | Mas la Coma (Moià) · Vegeu més fotos d'aquest monument · Carregueu una nova foto d'aquest monument                                   |
| Ermita de Sant Jaume de la Coma                                    | BCIL 1985      | Romànic, barroc X, XVII                                | Moià A 200 m de la Coma                                                           | 41° 47′ 09″ N, 2° 06′ 20″ E / 41.785724°N,2.105542°E | IPA-16766     | Ermita de Sant Jaume de la Coma (Moià) · Vegeu més fotos d'aquest monument · Carregueu una nova foto d'aquest monument               |
| Mas Bussanya                                                       |                | Obra popular XV-XVII                                   | Moià Ctra. N-141, km 24                                                           | 41° 48′ 56″ N, 2° 03′ 48″ E / 41.815672°N,2.063294°E | IPA-16767     | Mas Bussanya (Moià) · Vegeu més fotos d'aquest monument · Carregueu una nova foto d'aquest monument                                  |
| Capella de Sant Jacint del Mas Bussanya                            |                | Historicisme XIX                                       | Moià Junt al Mas Bussanya                                                         | 41° 48′ 54″ N, 2° 03′ 48″ E / 41.814972°N,2.063272°E | IPA-16768     | Capella de Sant Jacint del Mas Bussanya (Moià) · Vegeu més fotos d'aquest monument · Carregueu una nova foto d'aquest monument       |
| Cal Tanay                                                          | BCIL 1985      | Obra popular XVI                                       | Moià C. del Carreró, 8                                                            | 41° 48′ 45″ N, 2° 05′ 54″ E / 41.812556°N,2.098325°E | IPA-16769     | Cal Tanay (Moià) · Vegeu més fotos d'aquest monument · Carregueu una nova foto d'aquest monument                                     |
| El Molí del Pujol                                                  |                | Eclecticisme, obra popular XX, XIX                     | Moià Ctra. Manresa-Vic, km 28                                                     | 41° 48′ 40″ N, 2° 06′ 29″ E / 41.811156°N,2.108117°E | IPA-16770     | El Molí del Pujol (Moià) · Vegeu més fotos d'aquest monument · Carregueu una nova foto d'aquest monument                             |
| Creu de terme de l'Oratori                                         |                | Gòtic tardà XV                                         | Moià Museu de Moià, pl. Sant Sebastià, 1                                          | 41° 48′ 41″ N, 2° 05′ 54″ E / 41.811466°N,2.098365°E | IPA-30711     | Creu de terme de l'Oratori (Moià) · Vegeu més fotos d'aquest monument · Carregueu una nova foto d'aquest monument                    |
| Creu de terme de Sant Sebastià                                     |                | XVI                                                    | Moià Museu de Moià, pl. Sant Sebastià, 1                                          | 41° 48′ 41″ N, 2° 05′ 54″ E / 41.811466°N,2.098365°E | IPA-30713     | Creu de Terme (Moià) · Vegeu més fotos d'aquest monument · Carregueu una nova foto d'aquest monument                                 |
| Cal Teuler                                                         | BCIL 1985      | Barroc XVIII                                           | Moià Pl. del Carreró, 2                                                           | 41° 48′ 44″ N, 2° 05′ 56″ E / 41.81226°N,2.09877°E   | IPA-34758     | Carregueu una nova foto d'aquest monument                                                                                            |
| Cal Casacarcer, Casagarsa, Cal Montal                              | BCIL 1985      | Eclecticisme XVII, XIX                                 | Moià C. del Forn, 27                                                              | 41° 48′ 45″ N, 2° 05′ 53″ E / 41.812414°N,2.098192°E | IPA-34759     | Carregueu una nova foto d'aquest monument                                                                                            |
| Cal Pastoret, capelleta                                            | BCIL 1985      |                                                        | Moià C. del Comerç, 10-12                                                         | 41° 48′ 42″ N, 2° 05′ 49″ E / 41.811716°N,2.096841°E | IPA-34761     | Carregueu una nova foto d'aquest monument                                                                                            |
| Ca l'Anfruns                                                       | BCIL 1985      |                                                        | Moià C. de Santa Magdalena                                                        |                                                      | IPA-34762     | Carregueu una nova foto d'aquest monument                                                                                            |
| Cal Lloberes                                                       | BCIL 1985      | Obra popular XIX                                       | Moià C. Santa Magdalena, 33                                                       | 41° 48′ 39″ N, 2° 05′ 40″ E / 41.810952°N,2.094445°E | IPA-34763     | Carregueu una nova foto d'aquest monument                                                                                            |
| Cal Negre                                                          | BCIL 1985      | XIX                                                    | Moià C. de Sant Josep, 24                                                         | 41° 48′ 42″ N, 2° 05′ 45″ E / 41.811801°N,2.095848°E | IPA-34764     | Carregueu una nova foto d'aquest monument                                                                                            |
| Cal Calderó                                                        | BCIL 1985      | XVI, XX                                                | Moià C. Sant Sebastià, 40-42                                                      | 41° 48′ 46″ N, 2° 05′ 43″ E / 41.812788°N,2.095362°E | IPA-34765     | Carregueu una nova foto d'aquest monument                                                                                            |
| El Riu                                                             | BCIL 1985      |                                                        | Moià A 3 km al nord-est de Moià, esplanada de Quintana del Riu                    | 41° 49′ 54″ N, 2° 06′ 48″ E / 41.831717°N,2.113271°E | IPA-34768     | El Riu (Moià) · Vegeu més fotos d'aquest monument · Carregueu una nova foto d'aquest monument                                        |
| Les Cases de Ferrerons                                             | BCIL 1985      |                                                        | Moià Extrem nord del serrat del Grony de la Torre, dreta del torrent de les Cases | 41° 50′ 05″ N, 2° 08′ 19″ E / 41.834792°N,2.138605°E | IPA-34769     | Ferrerons (Moià) · Vegeu més fotos d'aquest monument · Carregueu una nova foto d'aquest monument                                     |
| Codinacs                                                           | BCIL 1985      |                                                        | Moià Coromina de Codines, vall entre la serra de Cal Rei i serrat de la Busaroc   | 41° 50′ 48″ N, 2° 05′ 35″ E / 41.846766°N,2.093170°E | IPA-34771     | Codinacs (Moià) · Vegeu més fotos d'aquest monument · Carregueu una nova foto d'aquest monument                                      |
| Pont de les Graus                                                  |                | Obra popular XVII-XIX                                  | Moià Riera de Grandia                                                             | 41° 48′ 46″ N, 2° 06′ 34″ E / 41.812860°N,2.109578°E | IPA-36861     | Pont de les Graus (Moià) · Vegeu més fotos d'aquest monument · Carregueu una nova foto d'aquest monument                             |
| Poua Nova de la Franquesa, pou de glaç                             |                | Obra popular XVII, XVIII                               | Moià Prop de la Masia de la Franquesa a uns metres de la Poua Vella               | 41° 47′ 42″ N, 2° 06′ 03″ E / 41.795003°N,2.100822°E | IPA-37159     | Poua Nova de la Franquesa (Moià) · Vegeu més fotos d'aquest monument · Carregueu una nova foto d'aquest monument                     |
| La Font Vella                                                      |                | Obra popular XVII-XVIII                                | Moià C. Francesc Viñas                                                            | 41° 48′ 46″ N, 2° 05′ 49″ E / 41.812689°N,2.096963°E | IPA-39895     | La Font Vella (Moià) · Vegeu més fotos d'aquest monument · Carregueu una nova foto d'aquest monument                                 |
| Cup de Còdol o tina de la Casa de les Vinyes                       |                | Obra popular                                           | Moià                                                                              |                                                      | IPA-42207     | Carregueu una nova foto d'aquest monument                                                                                            |
| Forn de calç del torrent de Bolederes                              |                | Obra popular                                           | Moià Torrent de Bolederes                                                         |                                                      | IPA-46126     | Carregueu una nova foto d'aquest monument                                                                                            |
| Forn de la Torre de Casanova                                       |                | Obra popular                                           | Moià Torre de Casanova                                                            |                                                      | IPA-46151     | Carregueu una nova foto d'aquest monument                                                                                            |